# Краудер, Стэн
Стэнли Краудер (англ. Stanley Crowther; 3 сентября 1935 — 28 мая 2014), также известный как Стэн Краудер (англ. Stan Crowther) — английский футболист, фланговый хавбек.

## Клубная карьера
Уроженец Билстона, Стаффордшир, Стэн начал футбольную карьеру в командах «Вест Бромвич Альбион» и «Билстон Таун». В августе 1955 года перешёл в бирмингемский клуб «Астон Вилла» за 750 фунтов. В основном составе «Виллы» дебютировал в сезоне 1956/57. В том же сезоне помог своей команде дойти до финала Кубка Англии, в котором «Астон Вилла» обыграла «Манчестер Юнайтед» со счётом 2:1. В октябре 1957 года вновь сыграл против «Манчестер Юнайтед» в матче на Суперкубок Англии, но на этот раз его команда крупно уступила сопернику со счётом 0:4. Всего провёл за «Астон Виллу» 62 матча и забил 4 мяча.
19 февраля 1958 года перешёл в «Манчестер Юнайтед» за 18 000 фунтов стерлингов. В этом месяце «Манчестер Юнайтед» потерял десять игроков основного состава в мюнхеской авиакатастрофе (среди которых восемь погибли, а ещё двое получили тяжёлые травмы и больше никогда не смогли играть в футбол). Его трансфер был завершён за час до начала матча «Манчестер Юнайтед» с «Шеффилд Уэнсдей» в Кубке Англии. Он уже играл в Кубке Англии того сезона в составе «Астон Виллы», но Футбольная ассоциация Англии выдала ему специальное разрешение сыграть за другой клуб в том же сезоне с учётом чрезвычайных обстоятельств. Он является единственным футболистом, сыгравшим за два разных клуба по ходу одного розыгрыша Кубка Англии. В том матче он помог своей новой команде одержать победу со счётом 3:0. «Манчестер Юнайтед» в итоге сумел добраться до финала Кубка Англии (как и год назад), но уступил клубу «Болтон Уондерерс» со счётом 0:2. Краудер провёл на «Олд Траффорд» только десять месяцев, сыграв в основном составе 20 матчей.
16 декабря 1958 года Краудер перешёл в «Челси» за 10 000 фунтов стерлингов. Дебютировал за «пенсионеров» 20 декабря 1958 года в матче против «Манчестер Юнайтед». Провёл в составе «Челси» два сезона, сыграв 58 матчей во всех турнирах.
11 марта 1961 года перешёл в «Брайтон энд Хоув Альбион». Сыграл за команду только 4 матча в рамках Второго дивизиона, после чего у него начался конфликт с главным тренером команды Джорджем Кертисом, после чего его контракт был аннулирован. Футболист заявил по этому поводу следующее: «Футбол и Стэн Краудер не поладили. Некоторые вещи, которые я видел, разбили бы вам сердце». После этого он уже не играл на профессиональном уровне, хотя ему было только 26 лет. Впоследствии он выступал за клубы нижних дивизионов «Хенсфорд Таун» и «Регби Таун».

## Карьера в сборной
Провёл три матча за сборную Англии до 23 лет: 25 сентября 1957 года против сборной Болгарии, 6 октября 1957 года против сборной Румынии и 15 января 1958 года против сборной Шотландии. В главной сборной Англии не сыграл.

## Статистика выступлений
| Клуб                     | Сезон            | Лига | Лига | Кубки | Кубки | Еврокубки | Еврокубки | Итого | Итого |
| Клуб                     | Сезон            | Игры | Голы | Игры  | Голы  | Игры      | Голы      | Игры  | Голы  |
| ------------------------ | ---------------- | ---- | ---- | ----- | ----- | --------- | --------- | ----- | ----- |
| Астон Вилла              | 1956/57          | 24   | 0    | 9     | 0     | 0         | 0         | 33    | 0     |
| Астон Вилла              | 1957/58          | 26   | 4    | 3     | 0     | 0         | 0         | 29    | 4     |
| Астон Вилла              | Итого            | 50   | 4    | 12    | 0     | 0         | 0         | 62    | 4     |
| Манчестер Юнайтед        | 1957/58          | 11   | 0    | 5     | 0     | 2         | 0         | 18    | 0     |
| Манчестер Юнайтед        | 1958/59          | 2    | 0    | 0     | 0     | 0         | 0         | 2     | 0     |
| Манчестер Юнайтед        | Итого            | 13   | 0    | 5     | 0     | 2         | 0         | 20    | 0     |
| Челси                    | 1958/59          | 21   | 0    | 4     | 0     | 0         | 0         | 25    | 0     |
| Челси                    | 1959/60          | 30   | 0    | 2     | 0     | 0         | 0         | 32    | 0     |
| Челси                    | 1960/61          | 0    | 0    | 1     | 0     | 0         | 0         | 1     | 0     |
| Челси                    | Итого            | 51   | 0    | 7     | 0     | 0         | 0         | 58    | 0     |
| Брайтон энд Хоув Альбион | 1960/61          | 4    | 0    | 0     | 0     | 0         | 0         | 4     | 0     |
| Брайтон энд Хоув Альбион | Итого            | 4    | 0    | 0     | 0     | 0         | 0         | 4     | 0     |
| Всего за карьеру         | Всего за карьеру | 118  | 4    | 24    | 0     | 2         | 0         | 142   | 4     |

## После завершения карьеры игрока
После завершения карьеры на протяжении 30 лет работал бригадиром, после чего у него был диагностирован остеопороз. Со временем болезнь прогрессировала, из-за чего он не мог посещать футбольные матчи в качестве зрителя, а позднее — и выходить из своего дома в Вулвергемптоне. Умер 28 мая 2014 года в возрасте 78 лет.